# Mesosemia coenosa
Mesosemia coenosa är en fjärilsart som beskrevs av Hans Ferdinand Emil Julius Stichel 1915. Mesosemia coenosa ingår i släktet Mesosemia och familjen Riodinidae. Inga underarter finns listade i Catalogue of Life.